# Samuel Leach Holm
Samuel Leach Holm (Åkersberga, 9 de octubre de 1997) es un futbolista sueco que juega en la demarcación de centrocampista para el BK Häcken de la Allsvenskan.

## Selección nacional
Tras jugar en las categorías inferiores de la selección, finalmente hizo su debut con la selección de fútbol de Suecia en un partido amistoso contra Estonia que finalizó con un resultado de 2-1 a favor del combinado sueco tras el gol de Kevor Palumets para Estonia, y de Sebastian Nanasi y Isaac Thelin para Suecia.

## Clubes
| Club                   | País   | Año       | Partidos | Goles |
| ---------------------- | ------ | --------- | -------- | ----- |
| Åtvidabergs FF         | Suecia | 2016-2017 | 23       | 2     |
| Sollentuna FK          | Suecia | 2017-2018 | 39       | 13    |
| Västerås SK            | Suecia | 2019      | 6        | 1     |
| Sollentuna FK (cedido) | Suecia | 2019      | 15       | 1     |
| Västerås SK            | Suecia | 2020      | 9        | 0     |
| Dalkurd FF             | Suecia | 2020      | 15       | 3     |
| IF Brommapojkarna      | Suecia | 2021-2023 | 98       | 13    |
| Djurgårdens IF Fotboll | Suecia | 2024      | 23       | 2     |
| BK Häcken              | Suecia | 2024-     | 27       | 6     |

## Palmarés

### Títulos nacionales
| Título         | Club      | País   | Año  |
| -------------- | --------- | ------ | ---- |
| Copa de Suecia | BK Häcken | Suecia | 2025 |